# Németh János (operaénekes, 1849–1929)
Németh János (Bogyoszló, 1849. július 18. – Arad, 1929. május 9.) tenorista.

## Életútja
Németh János szolga és Takáts Borbála szegény szülők gyermeke. Alsóbb iskoláit Győrben végezte. 1869. október 10-én lépett a színipályára, Kocsisovszky Jusztin társulatában. Sok küzdelmen ment keresztül, míg 1871-re önálló szereplővé fejlődhetett. Ez időben a Budai Színkör tagja volt. 1880. május 8-án mint vendég fellépett a Nemzeti Színházban, a »Mignon« opera Laertes szerepében. 1882-ig szerepelt az intézményben, s ezután Kolozsvárra ment, majd játszott még Aradon, Debrecenben, Kassán és más nagyobb városban működött. Tíz évig volt tagja Krecsányi Ignác társulatának (Temesvár—Buda—Pozsony). 1906. március 30-án Aradon búcsúzott a színpadtól a »Boszorkányvár« című operettben.